# Aigle de Blyth
Nisaetus alboniger
Espèce
Statut de conservation UICN

 LC  : Préoccupation mineure
Synonymes
- Spizaetus alboniger

Statut CITES
L'Aigle de Blyth (Nisaetus alboniger) est une espèce d'oiseaux appartenant à la famille des Accipitridae.

## Description
C'est un rapace de taille moyenne d'environ 51 à 58 cm de longueur. Les adultes ont une large bande blanche sur le dessus et le dessous de la queue, une poitrine piquetée de noir au-dessus, rayée en dessous. Il a une crête comme les Bazas. Le juvénile est brun foncé dessus et a la tête et le ventre beige.

## Reproduction
Il construit un nid de branches dans un arbre et la femelle y pond un seul œuf.

## Répartition
On le trouve dans la péninsule malaise, Singapour, Sumatra et Bornéo.

## Habitat
C'est un oiseau des forêts ouvertes même si les formes insulaires préfèrent une plus grande densité d'arbres.